# جدال با یخ

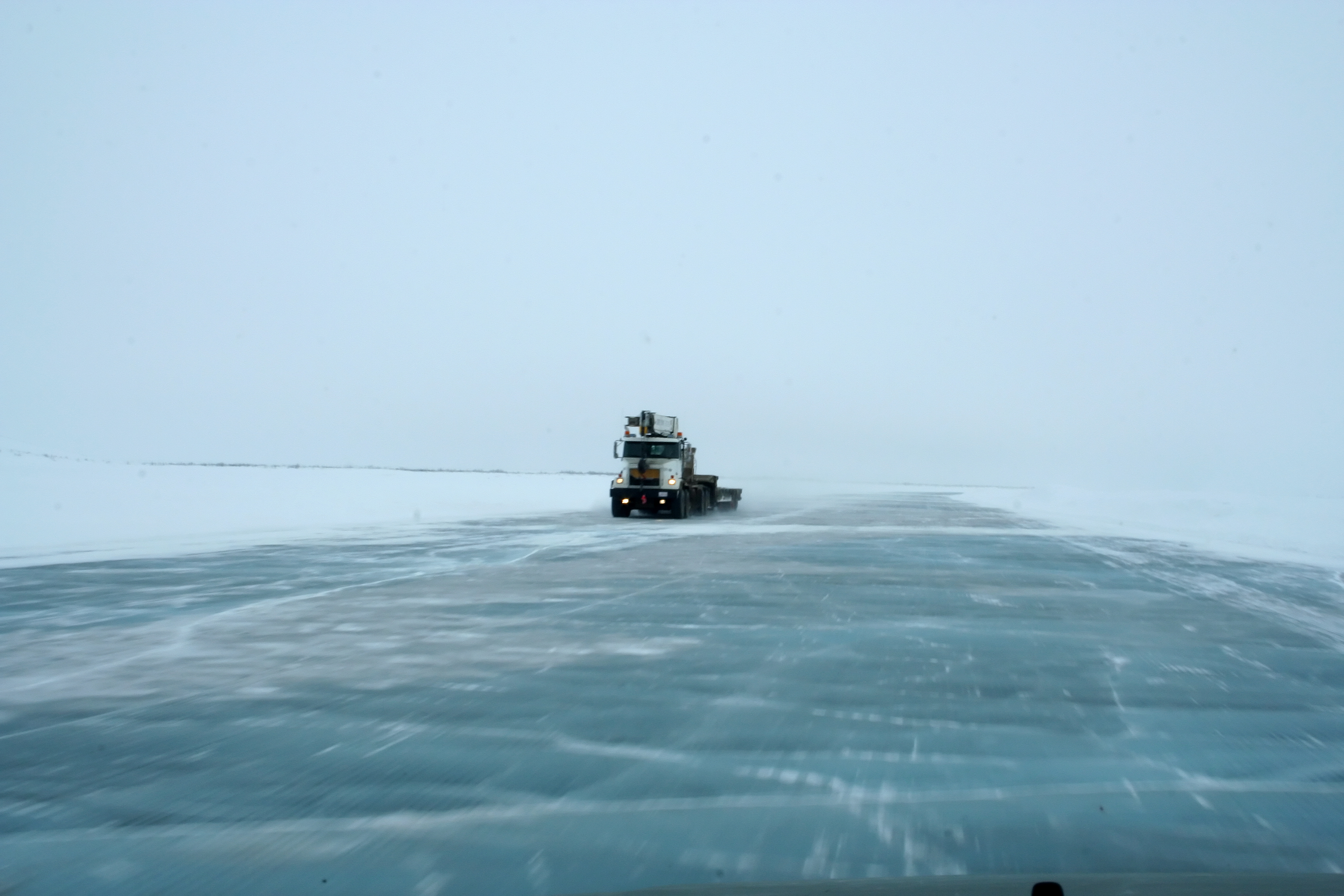
جاده یخی بر روی رودخانه مک‌کنزی. صحنه‌ای از برنامه.

جدال با یخ (به انگلیسی: Ice Road Truckers) یک مجموعه تلویزیونی واقع‌نما که پخش آن از ۱۷ ژوئن ۲۰۰۷ در کانال آمریکایی «هیستوری» آغاز شد و نشان‌دهنده کوشش‌ها و مخاطرات رانندگان کامیونی است که در جاده‌های یخ‌زده مناطق دورافتاده شمال کانادا و آلاسکا رانندگی می‌کنند. این مجموعه با نام «جدال با یخ» به زبان فارسی دوبله شده و از شبکه منوتو پخش می شد. راوی این برنامه حمید رضا نور است که در استودیو زعفران تحت مدیر دوبلاژ فریدون دایمی ظبط شده است .
من و تو۱ محتوای این مجموعه را چنین توصیف می‌کند:
« هر ساله دو ماه از سال، یک گروه استثنایی به سرزمین‌های مردابی محدودهٔ قطبی کانادا می‌روند تا یکی از خطرناک‌ترین کارهایی که در دنیا وجود دارد، برعهده گیرند. در سرمای کشنده زمستان، رانندگان کامیون‌های غول‌آسا ۱۸چرخ، تجهیزات و امکانات لازم معادنی را که در صدها کیلومتر دورتر قرار گرفته‌اند، حمل می‌کنند. در بوران برف و یخ این رانندگان از عرصهٔ دریاچه‌های یخ زده باید گذر نمایند. هر یک از این مردان برای بقای خود تجربه اندوخته‌اند. به نحوی که می‌توانند در هوای ده‌ها درجه زیر صفر کامیون خراب را تعمیر و در صورت فرورفتن کامیون در یخ‌های دریاچه ظرف چند ثانیه خود را به ساحل نجات برسانند. در آن سوی جاده یخ معدنچیان زندگی می‌کنند که حیات‌شان هر سال به موفقیت این رانندگان در رسیدن به پایگاه آنان وابسته است. این داستان‌ها به صورت مداوم بینندگان را در جریان این سفر از زمانی که رانندگان باتجربه و بی‌تجربه در اول فصل ثبت نام می‌کنند تا زمانی که آخرین کامیون به محوطه باربری باز گردد، قرار می‌دهد.»